# Partit Socialista de Menorca
El Partit Socialista de Menorca va néixer per la fusió de dos partits d'esquerra: el Moviment Socialista de Menorca i el Moviment Federalista de Menorca el 1977. Es va aliar amb el Partit Socialista de Mallorca i va formar la coalició electoral Unitat Socialista (1977). Ambdós partits es van federar i van constituir el nucli principal de la Federació de l'Esquerra Nacionalista de les Illes Balears (FENIB) formada el 1989. Als anys 90 el Partit Socialista de Menorca es va aliar, a nivell insular, amb Esquerra Unida, secció de Menorca, per formar l'Entesa de l'Esquerra de Menorca que es va trencar el 1994. Tot i així, com a partit federat, continua mantenint especials vincles amb el Partit Socialista de Mallorca i el 1998, dissolta la FENIB, va formar part de la nova federació PSM-Entesa Nacionalista.
La branca juvenil fou formada el 1995 amb el nom de Joventuts d'Esquerra Nacionalista del Partit Socialista de Menorca. El seu primer secretari general fou en Joan Lluís Torres.
El 29 de desembre de 2012, el PSM aprovava en assemblea uns nous estatuts que el convertien en un partit més obert i totalment assembleari. Passà a denominar-se PSM-Més per Menorca i Maite Salord Ripoll fou elegida coordinadora general. Paral·lelament, es començà a treballar amb altres forces per al naixement del projecte  MÉS per Menorca.